# وستبرو (ماساچوست)
وستبرو، ماساچوست
وستبرو (به انگلیسی: Westborough) شهرکی در شهرستان ورچستر ایالت ماساچوست می‌باشد که در سال ۱۷۱۷ بنیان‌گذاری شده‌است. این شهرک در سرشماری سال ۲۰۱۰ میلادی، ۱۸٬۲۷۲ نفر جمعیت داشته‌است.